# Gibbobruchus divaricatae
Gibbobruchus divaricatae är en skalbaggsart som beskrevs av John Whitehead och John M. Kingsolver 1975. Gibbobruchus divaricatae ingår i släktet Gibbobruchus och familjen bladbaggar. Inga underarter finns listade i Catalogue of Life.